# Royal Picardy

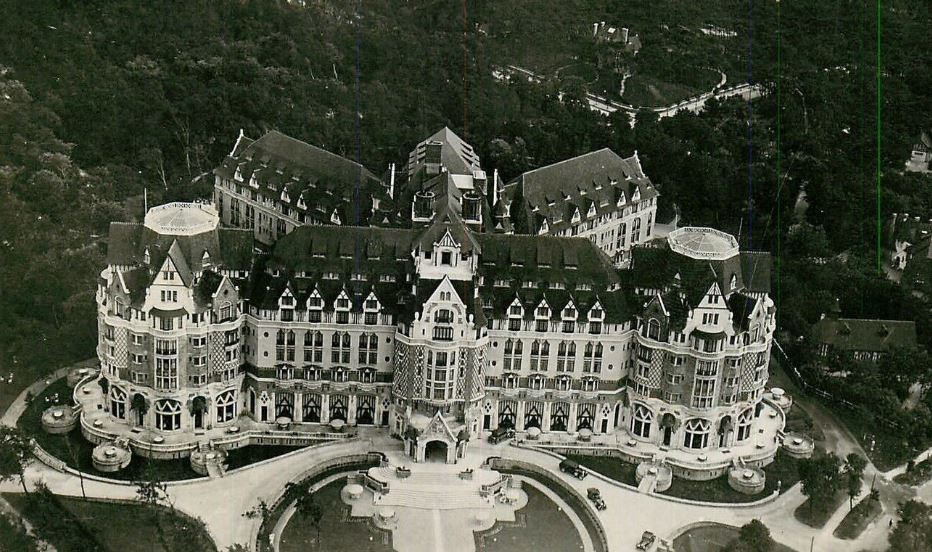
Das Royal Picardy

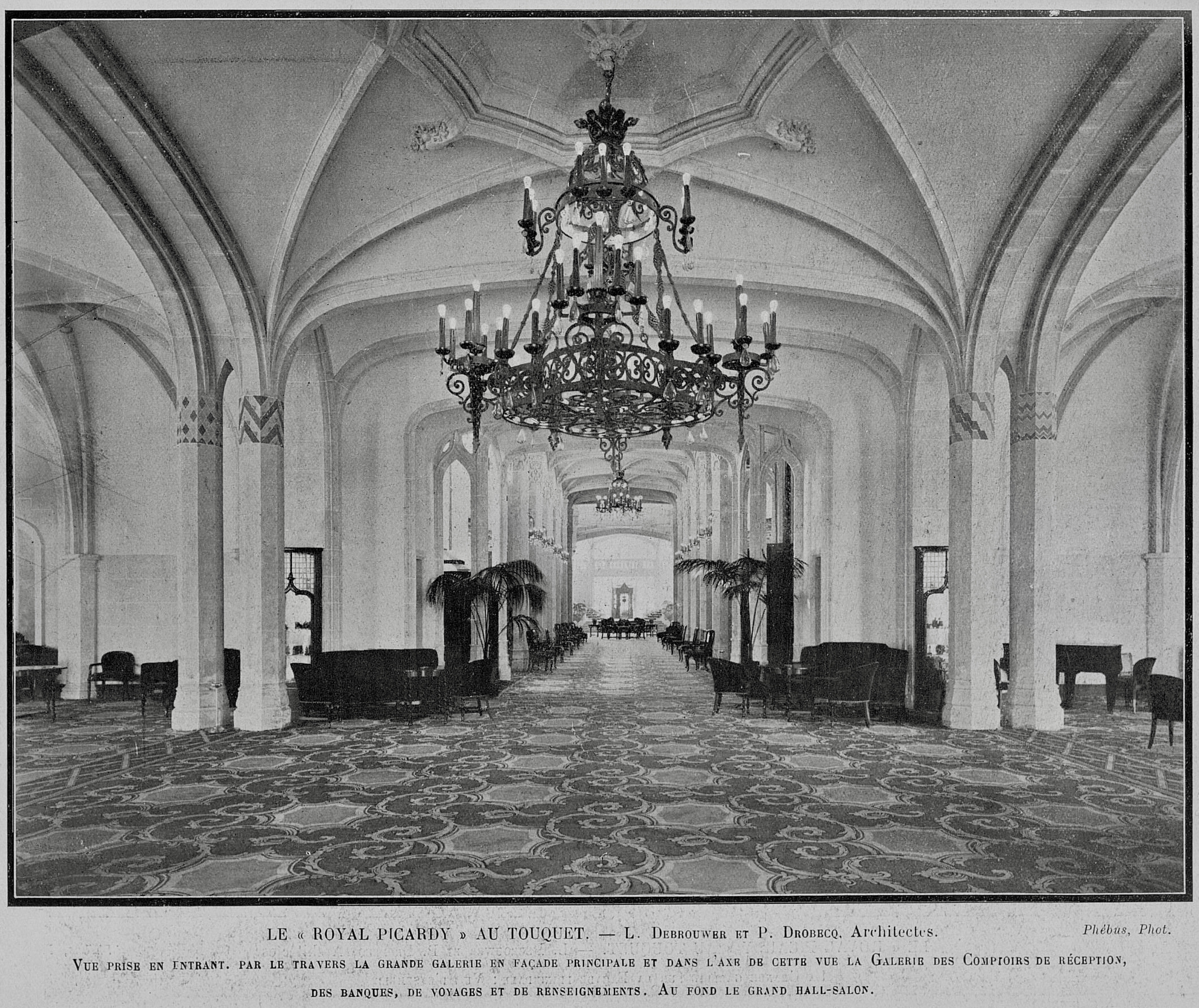
Flur zur Rezeption

Das Royal Picardy war ein großes Luxushotel in Le Touquet-Paris-Plage. Es wurde von 1928 bis 1929 nach Plänen der Architekten Louis Debrouwer (1879–1967) und Pierre Drobecq (1893–1944) erbaut und 1930 eröffnet.
Während der deutschen Besetzung Frankreichs im Zweiten Weltkrieg wurde es von der Wehrmacht genutzt. Es wurde am 2. und 3. Juni 1944, kurz vor dem Beginn der Invasion in der Normandie, bei Luftangriffen der Westalliierten stark beschädigt. Am 4. September 1944 wurde es von Soldaten der kanadischen Armee kampflos besetzt; die Wehrmacht hatte sich zuvor eilig zurückgezogen.
Die Eigentümergemeinschaft kümmerte sich nicht um die Kriegsschäden. Das Royal Picardy wurde 1951 geschlossen, 1967 von der Stadt gekauft und 1968 abgerissen. An ehemaligen Standort des Royal Picardy wurde die Hotelfachschule Touquet-Paris-Plage errichtet.
Das Royal Picardie war 40 m hoch, hatte neun Stockwerke und 6500 m² Fläche: 500 Zimmer (alle unterschiedlich, alle mit Bad), 50 Suiten (mit 5 bis 10 Zimmern), 120 Aufenthaltsräume und Boudoirs. Es hatte ein 25-Meter-Ozon-Schwimmbecken mit aufbereitetem und beheiztem Wasser, einen Fitnessraum, einen Hamam, einen Minigolfplatz, einem Squashplatz und Telefone in allen Zimmern und Lounges. Es gab 100 Garagen für Autos der Gäste. Es galt seinerzeit als „das größte und luxuriöseste Hotel der Welt“ und war von einem 6 Hektar großen Park umgeben.